# Rei do Crime
Rei do Crime (em inglês:  Kingpin; pseudônimo de Wilson Grant Fisk) é um personagem fictício e vilão que aparece nas histórias em quadrinhos (banda desenhada) publicadas pela Marvel Comics. Um dos chefões do crime mais temidos e poderosos do Universo Marvel, o personagem é um grande adversário do Demolidor, Homem-Aranha e Justiceiro.
Na lista dos "100 maiores vilões dos quadrinhos de todos os tempos", feita pelo site IGN, o Rei do Crime está na décima posição.

## Publicação
Foi criado pelo escritor Stan Lee e pelo desenhista John Romita. Segundo a ideia original de Lee, o Rei do Crime seria um chefão mafioso, mas a caracterização artística dada por Romita (que baseou sua aparência física no ator Sydney Greenstreet, que não remetia à descendência italiana) levou o escritor a mudar o personagem para um tipo de empresário americano inescrupuloso. Sua primeira aparição foi em The Amazing Spider-Man #50 (julho de 1967) como um inimigo do Homem-Aranha, mas eventualmente se tornou arqui-inimigo do Demolidor. Atualmente, ele é um adversário recorrente tanto ao Homem-Aranha quanto ao Demolidor e sempre um importante suspeito para o Justiceiro.

## Biografia ficcional do personagem
Wilson Fisk começou sua vida como uma pobre criança, sendo ridicularizado por seus colegas por estar acima do peso. Após sofrer muitas intimidações, ele começou a treinar-se em combate. Usando sua nova força, ele forçou seus antigos agressores a se juntar a sua gangue e começou a trilhar um caminho que o levaria a ser um dos criminosos mais bem sucedidos em Nova Iorque. No início ele possuía apenas um pequeno grupo, mas eventualmente ele foi encontrado pelo senhor do crime Don Rigoletto. Logo Fisk se tornou guarda-costas e mão direita de Rigoletto, e após o assassinar, assumiu o controle de sua gangue, tornando um dos criminosos mais poderosos da cidade.
O Rei do Crime manteve o controle do submundo do crime de Nova Iorque por um longo tempo. No entanto, ele fez inimizades com outras gangues, especificamente com a Maggia e a Hidra, que uniram forças para derrubar Fisk e sua gangue. Fisk foi ao Japão, e começou alguns negócios para se tornar rico mais uma vez. Depois de ganhar bastante dinheiro, Fisk voltou a Nova Iorque e começou a guerra de gangues, em uma tentativa e derrubar a Maggia. Com o mundo do crime em caos, ele foi capaz de intervir e assumir o controle.
Fisk tentou fazer uma coligação entre as máfias existentes em Nova Iorque, após ouvir que o Homem-Aranha havia saído de ação, ordenou o sequestro de J. Jonah Jameson, sendo impedido pelo próprio Homem-Aranha, que havia voltado a usar o uniforme.
Enquanto Fisk era um poderoso chefão do crime, ele posou como um legitimo homem de negócios, do tipo que faz doações para instituições de caridade, para fazer parecer que era generoso, usando essa imagem de filantropo como fachada. Ele encontrou uma mulher chamada Vanessa, com quem se casou, e juntos tiveram um filho chamado Richard. Ela não sabia que Wilson era criminoso, e quando descobriu ameaçou deixá-lo caso ele não desistisse de sua carreira criminosa, então ele aposentou-se temporariamente do crime e a família se mudou para o Japão, até que as gangues de Nova Iorque o atraíssem de volta a cidade na esperança de conseguir alguns arquivos que continham provas irrefutáveis de crimes contras vários indivíduos do alto escalão.
Richard Fisk não descobriu que seu pai era um criminoso até estar na faculdade. Após graduar-se, ele disse a seus pais que iria viajar pela Europa. Meses depois de sua partida, Vanessa e Wilson Fisk receberam a noticia de que o filho, que estava com raiva após descobrir a verdade sobre o pai, havia morrido em um acidente de esqui. No entanto, isto não era o que realmente havia acontecido. Acontece que Richard estava vivo, e se disfarçava de um senhor do crime rival, conhecido como Schemer, na intenção de derrubar o pai e se tornar o chefão do crime. Fisk combateu então contra o líder da gangue rival, que provou ser Richard disfarçado, lutando também contra o Homem-Aranha nesse mesmo encontro.
A pedido de sua esposa, Fisk se desfez de seu império criminoso, tentando porém matar o Homem-Aranha pela última vez antes de se aposentar. Tornando-se depois, gerente e diretor da Hidra de Las Vegas.
Sob pressão, o Rei do Crime concordou em entregar seus arquivos, que incriminavam seus ex-comandados, para as autoridades. Sua esposa então foi sequestrada pelos senhores do crime, e Fisk assistiu a “morte” aparente de Vanessa. Ele então retornou a uma vida de crime, recuperou o controle da máfia de Nova Iorque e contratou o Mercenário como seu assassino, e o botou para enfrentar o Demolidor, e então entregou os arquivos às autoridades como tinha combinado. Ele então botou o Demolidor para combater A Mão (No Brasil conhecido como Tentáculo), promoveu secretamente o candidato a prefeito Randolph Cherryh, e contratou Elektra como sua assassina. Depois ele teve que abandonar o plano de eleger o seu candidato a prefeito, quando o Demolidor achou a mulher de Fisk, Vanessa, viva, porém desmemoriada e levou-a de volta para Wilson. Ele, em seguida, enviou Elektra para matar Foggy Nelson, e após esta ter sido morta pelo Mercenário, Fisk jogou-o contra o Demolidor novamente.
Algum tempo depois o Rei do Crime descobriu a identidade do Demolidor, quando a ex-namorada de Murdock, Karen Page, que havia se tornado viciada em drogas, vendeu a informação para um traficante em troca de uma dose de heroína. O traficante de drogas posteriormente vendeu a informação para Fisk que, em seguida, usou sua influência para destruir a vida profissional e civil de Murdock no arco A Queda de Murdock.
Na série de Frank Miller do Demolidor, o Rei do Crime enfim conseguiu ser reestruturado, desta vez lembrando um criminoso com traços de cultura japonesa, aproveitando-se o seu porte que lembrava um lutador de sumô. Nesse novo formato, tornou-se o principal inimigo do super-herói cego, condição que mantém desde então. Mas já confrontou muitos heróis do Universo Marvel.
Apesar de possuir força física suficiente para enfrentar o Demolidor, Justiceiro e até o Homem-Aranha, gosta de agir nas sombras, contratando assassinos profissionais para eliminar seus inimigos. Os mais conhecidos são o Mercenário, Elektra (que mais tarde viraria do bem) e Mary Tyfoid.
A identidade do Rei do Crime - Wilson Fisk - é conhecida por vários outros personagens, mas cada um a mantinha em segredo por determinado motivo. O Homem-Aranha não a revelava por falta de provas, J. Jonah Jameson sabia de alguns negócios escusos de Fisk, mas não os revelou em troca de informação sobre um outro criminoso (e para não arriscar a segurança de seus familiares), o Demolidor nunca o expôs porque temia que a derrocada do Rei do Crime desse início a uma guerra de criminosos pela disputa de sua "sucessão". O mesmo motivo já impediu o Justiceiro de matá-lo.
Durante os eventos mostrados no arco de histórias "A Queda do Rei", Fisk foi traído por membros de sua organização (incluindo seu filho Robert), perdendo suas posses e quase morrendo. Houve intensa disputa sobre a divisão de seu império corrupto, o que envolveu inclusive uma conferência entre mafiosos na cidade de Las Vegas. Essa conferência foi desbaratada pelos heróis Demolidor, Justiceiro e Nômade.
O Rei refez aos poucos sua organização criminosa. Mas durante um longo tempo ficou privado de seu monopólio sobre Nova Iorque.
A Queda do Rei não foi a única tentativa de assassinato que Fisk sofreu. Posteriormente um atentado o deixou cego, e tempos depois foi esfaqueado e deixado para morrer por um complô formado por vários de seus subordinados, liderados pelo gângster conhecido como Silke e (novamente) por seu filho. Sobreviveu por milagre e sua esposa Vanessa o enviou para ser tratado na Suíça. Ela também providenciou para que todos os envolvidos no golpe morressem, sendo que ela própria fez questão de matar seu filho. O único que conseguiu escapar foi Silke, que negociou proteção com o FBI em troca da identidade do Demolidor (que mais tarde vazou para os jornais através de um agente).
Além de conhecer a verdadeira identidade do Demolidor, o Rei do Crime praticou vários atos de vingança contra ele e seus amigos durante a saga "A Queda de Murdock".

## Poderes e habilidades
Embora não possua quaisquer poderes sobre-humanos inerentes, o Rei do Crime dispõe de força e resistência física descomunais, demonstrando capacidades aparentemente impossíveis para um ser humano normal - tais como arrancar partes corporais de suas vítimas sem despender muito esforço; esmagar ossos e crânios, seja humanos ou animais, apenas com a força de suas mãos; arremessar pessoas através de longas distâncias com grande precisão; derrubar paredes de concreto maciço ou de aço espesso a socos e deixar nelas as marcas de seus punhos; e até destruir equipamentos sofisticados com relativa facilidade, como já fez com um dos dispositivos lança-teias do Homem-Aranha.
Ao contrário do que se pensa, o Rei do Crime não sofre de obesidade, visto que seu corpo enorme e volumoso, na verdade, simplesmente possui musculatura anormalmente gigante, virtualmente raro ou impossível para um ser humano comum - principalmente na região do tronco, o que o faz parecer gordo e conferindo-lhe aparência semelhante a um lutador de sumô. Ainda a respeito de artes marciais, Fisk é especialista em combate corpo-a-corpo armado e desarmado, particularmente jiu-jitsu, sumô, hapkidô, esgrima e até luta-livre. Sua técnica marcial mais poderosa e conhecida é o Abraço-de-Urso (em inglês:  bear hug).
No tocante a equipamentos e apetrechos, o Rei do Crime dispõe, na cabeça de seu cajado, de um tipo de arma laser de energia concussiva chamado "Bastão Obliterador", o qual ele pode utilizar para provocar queimaduras leves ou graves, ou até vaporizar completamente sua vítima, dependendo da distância e intensidade do laser. Ele também possui em sua gravata um broche de diamante que esconde uma carga concentrada de gás sonífero para neutralizar ameaças mais próximas. Ainda também, em questões defensivas, veste um colete de kevlar maciço por sob suas roupas como proteção física. Com sua fortuna e status social, o Rei do Crime poderia recorrer a parafernálias muito mais sofisticadas de ciência e tecnologia, optando por utilizá-las somente como último recurso - dada a sua personalidade de "mafioso clássico", ele prefere realizar suas operações criminais diretamente na "linha frontal" de cada situação.
Em matéria de intelecto e sabedoria, o vilão é extremamente inteligente e perspicaz, apreciador de cultura clássica e mestre de articulações políticas e sociais, tendo formação acadêmica em ciências políticas. Ele controla e gerencia como ninguém negócios de diversos tipos, tanto lícitos quanto sujos. Sendo também um verdadeiro organizador, tático e estrategista social e até psicológico, ele chega a manipular pessoas (incluindo super-heróis inimigos seus) para derrotar outros criminosos que representem uma ameaça ao seu império vilanesco.

## Outras versões

### Era do Apocalipse
Durante A Era do Apocalipse, Wilson Fisk é conhecido como Dirigível, um rico empresário que trabalha com os Carrascos, um grupo terrorista humano servindo Apocalipse, que compensava a falta de poderes mutantes usando tecnologia que permite voar e emitir rajadas explosivas. Dirigível é claramente o líder do grupo, já que ele é visto dando ordens aos outros três companheiros de equipe. Ele, Norman Osborn, o Coruja e Arcade atacam os acampamentos de refugiados em Wakanda. No entanto, Dirigível é morto por Gwen Stacy.

## Em outras mídias

### Televisão
- Wilson Fisk apareceu pela primeira vez fora das HQ's nos episódios "King Pinned" e "The Big Brainwasher", da série animada de 1966 do Homem-Aranha, dublado por Tom Harvey.
- Rei do Crime também aparece no episódio "The Kingpin Strikes Again" da série animada Spider-Woman.
- Fisk retorna nos episódios "Wrath of the Sub-Mariner" e "Return of the Kingpin" da série de 1981, Spider-Man, dublado por Stanley Jones.
- No episódio "Peões do Rei do Crime" da série animada Spider-Man and His Amazing Friends, ele é dublado por Walker Edmiston.
- Wilson Fisk é um dos grandes vilões da série de 1994, Homem-Aranha: A Série Animada. Fisk tem influência em vários acontecimentos durante a série.
- Rei do Crime aparece em sua versão afro-americana no episódio "Royal Scam" de Spider-Man: The New, dublado por Michael Clarke Duncan.

#### Universo Cinematográfico Marvel
- Fisk é interpretado por Cole Jensen, quando jovem, e Vincent D'Onofrio, quando adulto, na série Marvel's Daredevil produzida pela Marvel Studios e pela Netflix.[6] Na série, ao longo dos anos, Fisk tornou-se um empresário que possui laços corruptos com várias pessoas, tomando controle de Hell's Kitchen durante a reconstrução do local após os eventos de Os Vingadores. Após Matt Murdock conseguir mandados de prisão para seus sócios, Fisk termina a 1ª temporada preso após ser emboscado e vencido em combate pelo Demolidor. Durante a 2ª temporada da série, lançada em 2016 pela Netflix, Fisk busca reascender ao poder de dentro da prisão, encaminhando o Justiceiro para executar adversários, e também desconfia que Matt Murdock é o Demolidor após brigar com o advogado. A 3ª temporada tem Fisk sendo solto da prisão aceitando servir de informante ao FBI, pedindo que os agentes se refiram a ele como "Rei do Crime", enquanto na surdina contrata o agente sociopata Ben Poindexter para se passar pelo Demolidor tentando sujar a imagem do herói.
- D'Onofrio retorna como o Rei do Crime na série do Disney+ Hawkeye, onde se revela que ele faz negócios com a mãe de Kate Bishop, Eleanor, e é mentor da líder da Gangue do Agasalho, Maya Lopez. Ele tenta atacar Eleanor, que queria cortar relações, sendo impedido por Kate. Em sua tentativa de fuga é confrontado por Maya, que descobriu que Fisk tinha orquestrado a morte de seu pai.[7]

### Cinema
Em 2003, foi interpretado pelo astro Michael Clarke Duncan no filme Demolidor - O Homem Sem Medo. Embora fosse afro-americano, o que contrastava com a deportação original caucasiana-europeia dos quadrinhos, o ator foi escalado por possuir o porte físico avantajado e a personalidade imponente, próprias do vilão. Na trama, ele é quem assassina Jack Murdock (David Keith), pai de Matt, quando ele ainda era criança, e também contrata o vilão Mercenário (Colin Farrell) para assassinar a família Natchios, Elektra e seu pai Nicolaos. Após uma batalha com o Demolidor, o Rei do Crime acaba sendo preso no final.
Ele é o principal vilão no filme de animação Homem-Aranha No Aranhaverso (2018), sendo dublado por Liev Schreiber.